# Wojna Szczecina ze Stargardem o handel morski
Wojna Szczecina ze Stargardem o handel morski (zwana wojną pszenną) – konflikt zbrojny między Szczecinem a Stargardem o prymat w handlu morskim, trwający od 1454 do 1464 roku, o podłożu sięgającym połowy XIV wieku.
Wojna została spowodowana przez wzajemne nierespektowanie de facto sprzecznych z sobą przywilejów. Szczecin miał prawo składu (wszystkie statki wypływające z księstwa winny zawinąć do szczecińskiego portu), natomiast Stargard posiadał prawo wolnej i bezcłowej żeglugi aż do Bałtyku. W czasie konfliktu dochodziło do licznych potyczek przeciwników, z czego najtragiczniejszy był atak stargardzian na Szczecin 22 lutego 1460 roku, kiedy to śmierć poniosło 6 strażników Mostu Cłowego, a kilkadziesiąt osób wzięto do niewoli. Wojna zakończyła się w wyniku mediacji miast hanzeatyckich w listopadzie 1464 roku.

## Geneza
Konflikt między obu miastami został zapoczątkowany w 1295 roku, kiedy to w wyniku podziału Pomorza Stargard znalazł się w księstwie wołogoskim, a Szczecin oraz morski port Stargardu w księstwie szczecińskim. Mimo że w 1311 roku książę wołogoski Warcisław IV konfirmował wszystkie przywileje, nadane Stargardowi wraz z prawem miejskim w 1243 roku, potwierdzone później przez księcia Barnima I w 1253 roku, w tym prawo wolnego handlu na całej rzece Inie i możliwość korzystania z ujścia Iny, Szczecin nadal utrudniał wymianę handlową Stargardu.
W 1344 roku domenę szczecińską przejął Barnim III, który zaprzestał honorowania wcześniejszych przywilejów Stargardu. Zmusiło to stargardzian do płacenia podwójnego cła. Pierwszego – na tzw. kłodzie goleniowskiej, drugiego – w porcie w Inoujściu. Stargard, nie chcąc płacić podatków, w 1355 roku wywalczył u księcia wołogoskiego kolejne potwierdzenie praw do bezcłowej żeglugi po wodach księstwa. Nie spowodowało to znaczącej zmiany u książąt szczecińskich. W związku z tym, w 1374 roku stargardzianie za kwotę 7 tysięcy grzywien srebra wykupili się u księcia Świętobora I od pobierania myta w tych dwóch miejscach. W wyniku zwycięstwa Hanzy nad Danią i pokoju strzałowskiego, zawartego w 1370 roku, wszystkie miasta należące do związku, miały prawo do wolnego przepływu przez Cieśniny Duńskie. Kupcy stargardzcy woleli jednak zmonopolizować obszar Pomorza, przy czym zajmowali się prawie wyłącznie obrotem pszenicą – większość pomorskiej pszenicy przewożona była przez Stargard (np. w 1363 wywieziono stąd do Lubeki 260 łasztów pszenicy). Spór nie przygasł na długo. Rozgorzał na nowo już w latach 80. XIV wieku, kiedy to kupcy szczecińscy za wiedzą i przyzwoleniem ks. Bogusława VII napadli na stargardzkie statki, znajdujące się w porcie w Inoujściu. Oprócz tego typu działań, Szczecin bezskutecznie próbował także podburzyć Goleniów przeciwko Stargardowi.
Na przełomie XIV i XV wieku Szczecin w zupełności uzależnił od siebie większość miast dolnej Odry (m.in. Gryfino, Dąbie i Police). W dorzeczu tego odcinka Odry samodzielność utrzymywał jeszcze tylko Stargard i, w pewnym stopniu, Goleniów. Szczecinianie dobrze zdawali sobie sprawę z potęgi handlowej Stargardu, a swoje działania ukierunkowali na spowolnienie rozwoju handlowego miasta. W 1408 roku kupcy szczecińscy zwrócili się do księcia szczecińskiego Świętobora I, aby uniemożliwił wywóz zboża z księstwa. Jako argument podawali identyczne działanie mieszkańców Słupska wymierzone przeciwko Szczecinowi, czynione jakoby za namową Stargardu. Walka między obu miastami miała także szerszą perspektywę. W przypadku klęski Szczecina zdominowane przez niego miasta mogłyby uzyskać samodzielność handlową. W 1409 roku Stargard uzyskał kolejną konfirmację swoich praw. W związku z niemożnością działania na innych polach, Szczecin rozpoczął ofensywę dyplomatyczną przeciwko sąsiadowi. Jej skutkiem było potwierdzenie dotychczasowych przywilejów oraz zwolnienie z ceł na wodach i drogach Pomorza, wydane przez księcia Zygmunta Luksemburczyka. Dodatkowo Rada Miasta Szczecina i gildie kupców wydały zakaz skupu zboża osobom spoza granic księstwa. Za złamanie tego prawa groziła konfiskata przewożonych towarów. Ostatecznym sposobem na Stargard miało być ponowne potwierdzenie praw wydane w 1447 roku, które zmuszało go do składu miejskich dóbr w Szczecinie. Otwarty konflikt Stargardu ze Szczecinem był już kwestią czasu, ponieważ stargardzianie nie mieli zamiaru podporządkować się Szczecinowi.

## Przebieg konfliktu

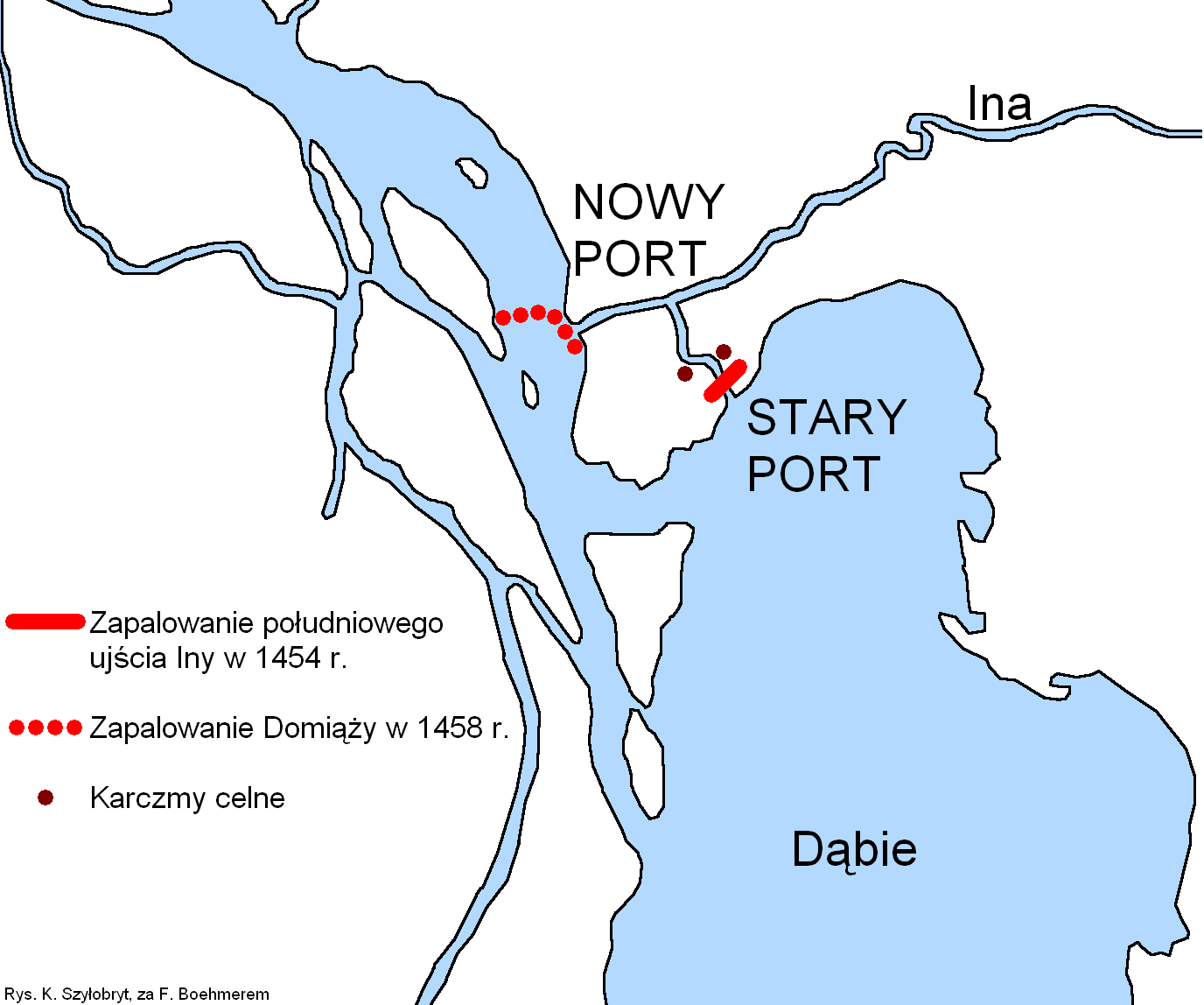
Ujście Iny w XV wieku

Konflikt rozpoczął się wiosną 1454 roku, kiedy to szczecinianie zniszczyli inoujski port oraz zapalowali południowe ujście rzeki Iny. W odpowiedzi stargardzianie rozpoczęli akcję dyplomatyczną, kontestującą działania Szczecina, i częściowo odblokowali koryto rzeki. Swoje skargi złożyli u księcia słupskiego Eryka II, księcia wołogoskiego Warcisława IX oraz u biskupa kamieńskiego Henninga. W swoim piśmie informowali adresatów o zniszczeniach dokonanych przez wroga, o represjach w sferze handlu oraz oskarżali Szczecin o bezprawny pobór ceł na kłodzie goleniowskiej. Ponadto Stargard w odpowiedzi na atak Szczecina rozpoczął pobór cła od towarów szczecińskich przewożonych przez miasto w głąb Pomorza Tylnego i Wielkopolski.

### Łańcuchy na wieżach bramy Młyńskiej w Stargardzie

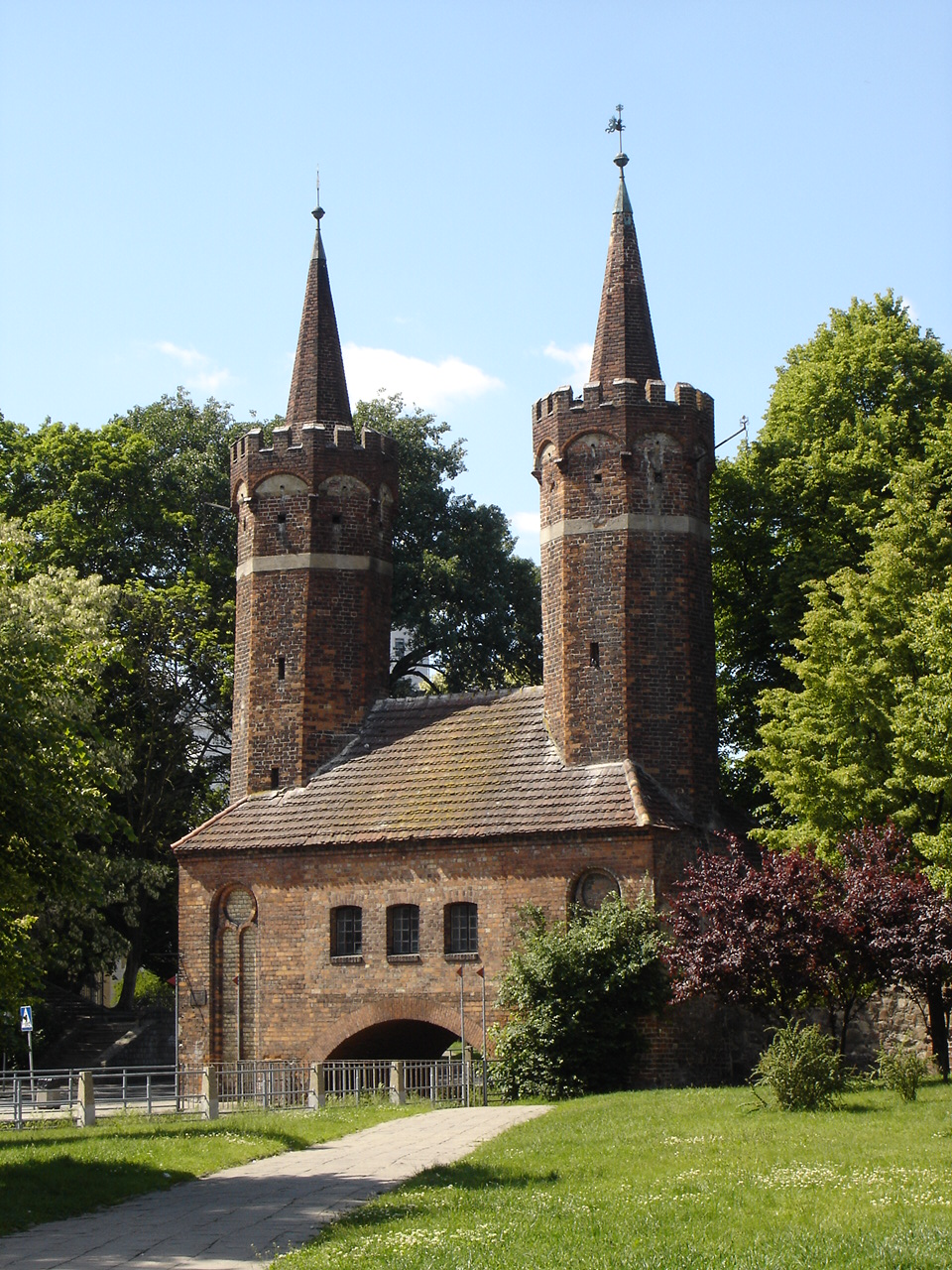
Brama Młyńska w Stargardzie

W 1454 roku szczecinianie – aby uniemożliwić transport rzeką – oprócz zapalowania koryta, rozciągnęli pomiędzy brzegami łańcuchy, chcąc w ten sposób zatrzymać barki ze Stargardu. W następstwie takich działań, stargardzianie odwołali się do księcia z prośbą o rozstrzygnięcie sporu. Orzekł on, że rację posiadają kupcy ze Stargardu. Ci na znak zwycięstwa i pogardy dla szczecinian zerwali łańcuchy tarasujące koryto i powiesili je na Bramie Młyńskiej, gdzie znajdują się do dziś.

### Zjazd stanów księstwa wołogoskiego
Efektem skargi do Warcisława XI było zwołanie zjazdu stanów księstwa wołogoskiego. 14 lipca 1454 roku zjazd wydał decyzję, w której wzięto w obronę Stargard i potwierdzono ponownie prawa żeglugowe. Zaznaczono także, że dopóki szczecinianie nie zaprzestaną niszczyć floty Stargardu, dopóty żaden ze szczecińskich kupców nie przepłynie Piany czy Świny, które znajdowały się pod władaniem książąt wołogoskich. Książę wołogoski, akceptujący postanowienia zjazdu stanów, uznał, że jeśli Szczecin nie zmieni stanowiska wobec Stargardu, zmuszony będzie zaostrzyć represje wobec jego floty handlowej. I tak też się stało jeszcze w 1454 roku, gdy w Wołogoszczy zatrzymano kilka szczecińskich statków wraz z towarami. W 1455 roku waśnie najwyraźniej wstrzymano, gdyż Stargard i Szczecin wspólnie uczestniczyły w łagodzeniu sporu między Kołobrzegiem a Lubeką.

### Rok 1457
Konflikt rozgorzał na nowo w 1457 roku, gdy kupcy stargardzcy zaczęli używać jako portu północnej odnogi ujścia Iny, ponieważ nie udało się im całkowicie oczyścić południowego koryta, zapalowanego wiosną 1454 roku. Szczecinianie zareagowali tym ostrzej, gdyż zgodnie z przywilejami tegoż miasta stargardzianie ujścia tego używać nie mogli, dodatkowo przypomnieli założenia przywileju w 1301 roku, który przyznawał cały obszar wodny pomiędzy Krępą a północnym ramieniem Iny właśnie Szczecinowi. Ks. Otton III pod wpływem szczecinian posłał swoich wysłanników do Stargardu, aby ostrzec mieszczan przed konsekwencjami naruszania przywileju z 1301 roku. Jako rozjemców wysłano najpierw kanclerza Jaspera von Guntersberga, potem zaś Joahuma von Mellentina, który to szczególnie usiłował doprowadzić do zażegnania sporu.

### Rok 1458
Kolejne zaostrzenie sporu miało miejsce na początku 1458 roku, kiedy to kupcy szczecińscy ponownie napadli na kupców ze Stargardu oraz zniszczyli zabudowania portowe. Wywołało to otwartą wojnę handlową między obu miastami. Wysłały one na Zalew Szczeciński, jak też Morze Bałtyckie, floty z zadaniem atakowania statków przeciwnika. Mimo wyraźnej przewagi Szczecina, stargardzianom udało się wiosną 1458 roku uprowadzić statek szczeciński pod wodzą Hansa Jessego, a następnie jeszcze kilka mniejszych jednostek. Z powodu działań zbrojnych obroty kupców stargardzkich latem 1458 roku silnie spadły. W skardze, złożonej przez Stargard 4 listopada 1458 roku do sądu rozjemczego miast hanzeatyckich, kupcy wymienili materialne straty, poniesione przez poszczególnych mieszczan. I tak Jakub Grosere utracił towary warte 1000 guldenów, Clawess Vipher w drodze do Wołogoszczy został okradziony z towarów o wartości 600 guldenów, Bleken Sultze swoje straty szacował na 3000 guldenów. Największe straty (10 tysięcy guldenów) handel stargardzki poniósł latem 1458 roku, gdy szczecinianie napadli na ich konwój na Świnie. Oprócz towarów skradli wówczas także statki i barki. Ponieważ zablokowanie południowego ujścia Iny oraz zniszczenie zabudowań portu nie zahamowało całkowicie handlu stargardzkiego, w czerwcu 1458 roku zapalowali oni koryto Domiąży między Mnisim Ostrowem a ujściem Iny.

### Sojusznicy i mediatorzy
Oba miasta rozpoczęły poszukiwania sojuszników. W lutym 1454 roku szczecinianie rozesłali do miast hanzeatyckich informację o tym, że Stargard narusza stare przywileje miasta. Głównym sprzymierzeńcem Szczecina stał się książę szczeciński Otto III. Nakazał on wszystkim kupcom, przejeżdżającym przez jego księstwo, udanie się do stolicy celem sprzedaży posiadanego towaru. Kolejnym mediatorem w sporze był książę Anhaltu – Adolf. W 1458 roku, mając pełnomocnictwo cesarza Rzeszy Fryderyka III Habsburga, wystosował do rad obu miast listy z prośbą o analizę argumentów przeciwnika. Wezwał w nim do podpisania pokoju. Do tego czasu zwaśnione miasta miały zawiesić działania zbrojne. Misja księcia Adolfa zakończyła się niepowodzeniem, gdyż Szczecin uznał, że ustępstwa na rzecz Stargardu są za daleko idące, zaś stargardzianie uważali, że książę nie był dość przychylny ich miastu.
W październiku 1458 roku sąd biskupa kamieńskiego wydał wyrok, który stwierdzał, że wszystkie drogi lądowe i wodne są publiczne, przez co należą do wszystkich mieszkańców. Takie orzeczenie nie było na rękę Szczecinowi. W końcu 1458 roku łagodzenia sporu podjęła się Lubeka, główne miasto Hanzy, któremu zależało na zakończeniu konfliktu z uwagi na prowadzone walki z Polską. Kupcy lubeccy zaproponowali, aby rozstrzygnięcie sporu powierzyć polubownemu sądowi miast hanzeatyckich. Oba miasta przystały na tę propozycję, jednak nie przerwały działań zbrojnych. W związku z wyraźną sympatią Lubeki do Stargardu, Szczecin – przez księcia Ottona III – zwołał zebranie stanów księstwa szczecińskiego, które znów konfirmowało przywileje miasta, z naciskiem na prawo składu.

### Sąd Polubowny Miast Hanzeatyckich
W skład polubownego sądu miast hanzeatyckich weszli przedstawiciele Stralsundu (Strzałów), Greifswaldu (Gryfia), Anklam i Demmina (Dymin). Przed obliczem sądu oba miasta przedstawiły swoje racje. Szczecinianie w memoriale z 8 maja 1459 roku zgodzili się na rozstrzygnięcie sporu przez sąd, który według nich powinien zbadać moc prawną przywilejów obu miast. Uznali, że ich przywileje mają większa rangę od tych stargardzkich i to usprawiedliwiało m.in. zniszczenie portu w Inoujściu. Szczecin nie kwestionował praw Stargardu jako takich, lecz ich ważność na terenie księstwa szczecińskiego. Szczecinianie pewni, że sąd przyzna im rację, memoriał kończyli sformułowaniem, że należy teraz czekać na sprawiedliwe rozstrzygnięcie sporu.

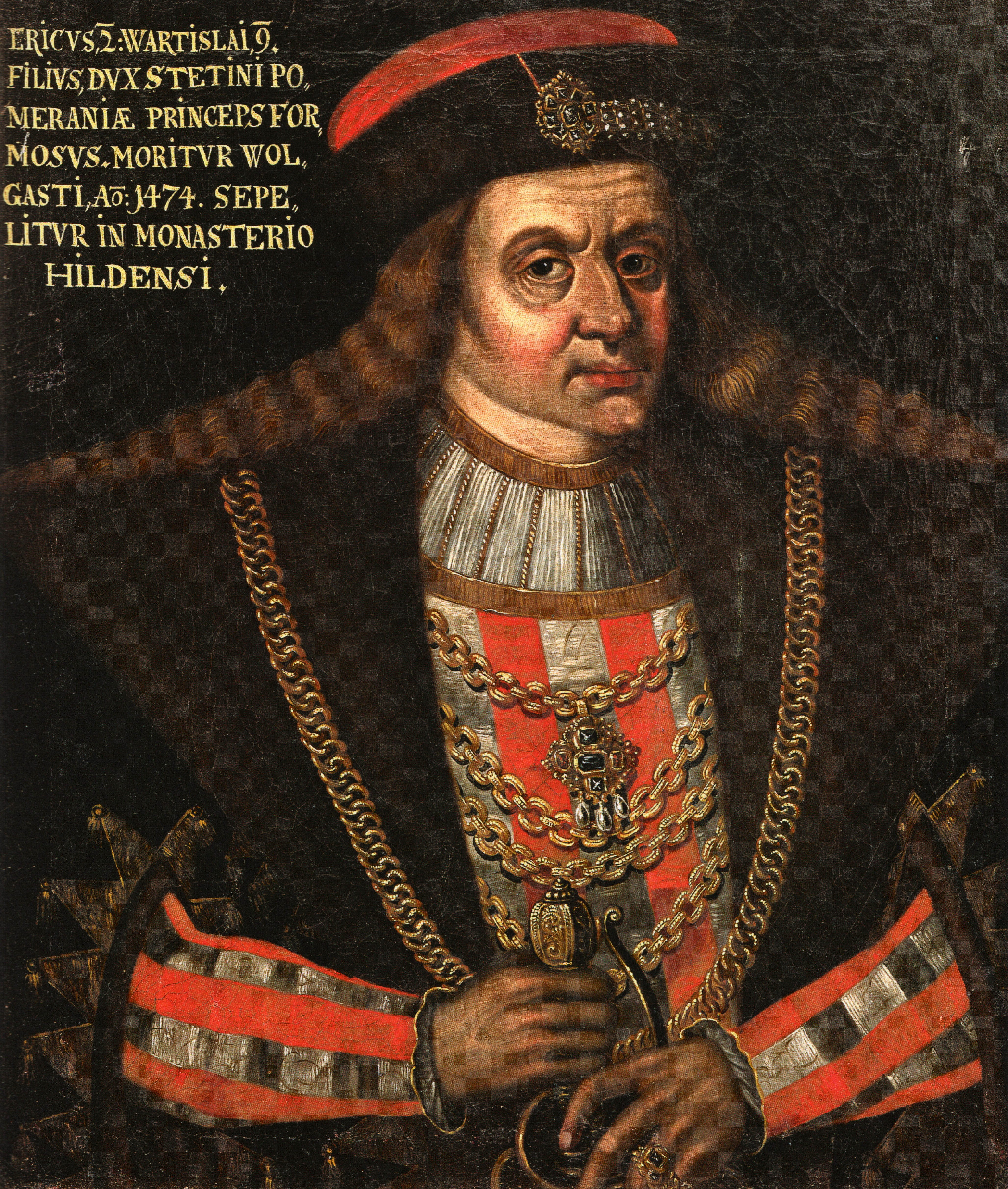
Książę słupski Eryk II, sprzymierzeniec stargardzian

W tym czasie także stargardzianie wystosowali do sądu odpowiednie pismo. Przypominali w nim, że szczecinianie gwałcą wszystkie przywileje miasta i uniemożliwiają morskich kontaktów z miastami hanzeatyckimi. Ponadto uważali, że posiadane przez Szczecin przywileje nie usprawiedliwiają ich do działań zbrojnych i rabunków, których dopuścił się na flocie i towarach stargardzkich. Stargard w liście szacował swoje straty na kwotę 300 tysięcy guldenów, podczas gdy straty Szczecina z racji nieopłacania ceł wyniosły 20 tysięcy guldenów. Ponadto popierający Stargard książę słupski Eryk II szacował straty poniesione w konflikcie na 150 tysięcy guldenów. Rozwiązanie sporu miało nadejść 28 marca 1459 roku na zjeździe książąt i stanów w Kołbaczu. Orzeczenia nie wydano, gdyż Szczecin w ostatniej chwili oskarżył Stargard o zatrzymanie ich kupców w Gdańsku i na Gotlandii.
W związku z dalszym nasileniem działań grabieżczych Szczecina, Stargard 1 kwietnia 1459 roku wystąpił ponownie ze skargą – tym razem do Lubeki. W tym czasie stargardzianie zaprzestawali z korzystania z Inoujścia i coraz częściej posługiwali się drogą wodną przez Dziwnę do portu w Dziwnowie. Zmniejszyło to prawdopodobieństwo kradzieży towarów przez Szczecin. W piśmie do Lubeki, Stargard prosił także o konwój transportów do Dziwnowa.
W kwietniu 1459 roku szczecinianie skonfiskowali statek Andreasa Goritza i Mertana Vicke'go z 6 łasztami smoły i innymi towarami. Także w kwietniu swoje prace wznowił sąd polubowny. 8 maja 1459 roku sąd wydał nakaz, aby do czerwca tegoż roku zawrzeć rozejm. Ponadto oba miasta miały zwrócić zagrabione towary, a w przypadku ich sprzedania – wypłacić odszkodowanie oraz zwolnić wszystkich jeńców. Reces ten wprowadzał także wolność żeglugi na wodach według stanu sprzed konfliktu. Dodatkowo oba miasta miały naciskać na swoich władców (Szczecin na Ottona III, a Stargard na Eryka II), by ci zawarli ze sobą odpowiednie porozumienie. Nadto oba miasta miały wejść w związek z sąsiednimi miastami hanzeatyckimi, aby w przypadku ponownego pojawienia się sporu rozwiązać go w sposób pokojowy. Gdyby którykolwiek z tych punktów nie został spełniony, lub gdyby sam spór nadal istniał, ostatecznie miałby zakończyć go zjazd miast Hanzy w Lubece. W skład sądu miałyby wejść delegacje: Lubeki, Hamburga, Strzałowa, Wismaru (Wyszomierz) i Rostocku.
Jesienią 1457 roku na rynku w Barth (Bardo) doszło do ograbienia kupców strzałowskich przez dworzan Eryka II, księcia słupskiego, sprzyjającego Stargardowi. Jako że książę nie ukarał winnych tego czynu, stosunki Stargardu ze Strzałowem (przychylnym Szczecinowi) uległy znacznemu pogorszeniu. 25 maja 1459 roku stargardzianie i książę Eryk II zablokowali Świnę oraz rozpoczęli pobór zwiększonego myta. Takie działanie wywołało spór księcia z większością miast hanzeatyckich. Szczecin, wykorzystując okazję, pod koniec maja wyruszył, aby zbrojnie odblokować rzekę. Dodatkowo szczecinianie zniszczyli zamek księcia słupskiego w Przytorze. Ponadto 16 czerwca 1459 roku zjazd stanów księstwa pomorskiego w Darłowie nie uznał Eryka II za swojego władcę, lecz jedynie za zarządcę. Także książę szczeciński i wołogoski sprzysięgli się przeciwko księciu słupskiemu, uzyskawszy przychylność elektora brandenburskiego. Złe stosunki Słupska z sąsiadami pogorszyły także pozycję Stargardu. Zapowiadany na czerwiec 1459 roku zjazd miast hanzeatyckich nie doszedł do skutku, a sam konflikt latem tegoż roku przybrał na sile. 21 września 1459 roku stargardzianie ponownie wystosowali skargę do Lubeki, zwracając w niej uwagę, że Szczecin ponowne dokonuje pogwałcenia stargardzkich przywilejów. Jesienią 1459 roku na stronę Szczecina i księstwa wołogoskiego przeszedł Strzałów, zatrzymując w swoim mieście towary stargardzkie. W odpowiedzi Rada Miejska w Stargardzie zakazała swoim mieszkańcom zawijania do portu w Strzałowie i wystawiania towarów na tamtejszym rynku.

### Rok 1460

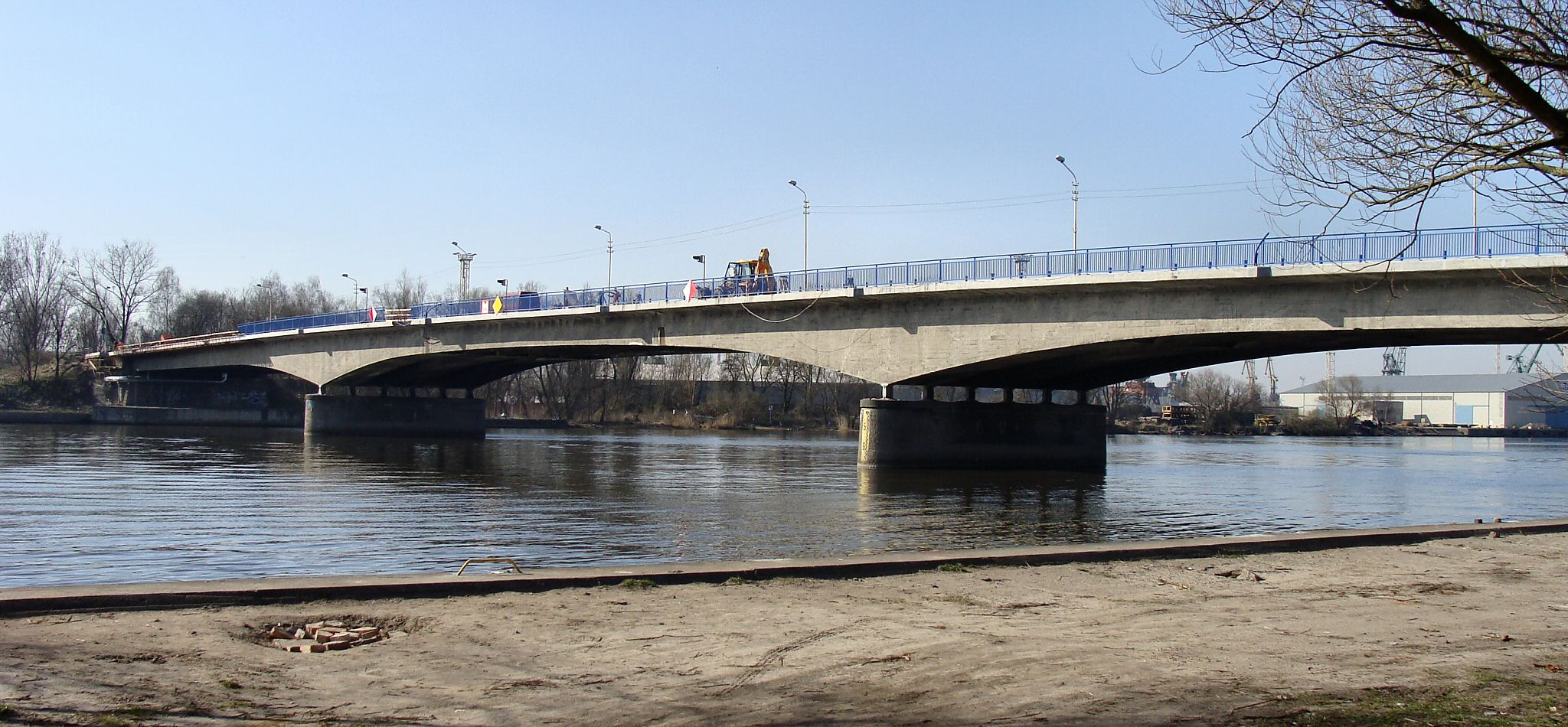
Współczesny Most Cłowy w Szczecinie w 2009 r.

Na przełomie 1459 i 1460 roku książę Eryk II postanowił siłą przeciwstawić się części miast hanzeatyckich. Działania o niesprecyzowanym charakterze dotknęły mieszczan z Wołogoszczy, Lesian i Uznamu, a także niektórych szlachciców z księstwa wołogoskiego. Stargard, czując poparcie i przyzwolenie Eryka II, 22 lutego 1460 roku zbrojnie napadł na przedmieścia Szczecina. Doszczętnie spalony został wtedy Most Cłowy na Regalicy. Podczas działań ofensywnych śmierć poniosło 6 strażników mostu, a dalszych kilkudziesięciu wzięto do niewoli. Dodatkowo złupił większość uzbrojenia przedmieść (m.in. strzelby, kusze, strzały i proch). A w czasie odwrotu okradł i zniszczył należącą do Szczecina wieś Czarna Łąka, podpalając nawet kościół. W tym samym czasie Rada Miejska Stargardu poprosiła Lubekę o osłonę swoimi jednostkami statków ze Stargardu. 19 kwietnia 1460 roku Lubeka przysłała do Inoujścia trzy swoje statki: „Katarzynę”, „Gabriela” i „Piotra”. Konwojem dowodził Gert Kortsacke, który kupił w Stargardzie 200 łasztów zboża. Następnie przewiózł je bezpiecznie na swoich jednostkach do Lubeki. Dodatkowo stargardzianie złożyli skargę na szczecinian do Gdańska, prosząc by ich statki zapewniły stałe kontakty handlowe między obu miastami. W maju 1460 roku książę wołogoski Warcisław X wysłał na Bałtyk przeciwko Stargardowi kilka statków pod wodzą Gerda von Schwerin, jako posiłki dla jednostek szczecińskich. Wyprawie udało się schwytać dwa stargardzkie statki w drodze do Lubeki.
Ostatecznym pognębieniem Stargardu miał być atak na miasto w czerwcu 1460 roku. Na ofensywę przygotowali się szczecińscy mieszczanie oraz oddziały Ottona III i Warcisława X. Wyprawą dowodził Ulryk – książę meklemburski. Szturm na Stargard przypuszczono 25 czerwca 1460 roku, w czasie gdy mieszkańcy wypędzali bydło na pastwiska na przedmieściach. Doskonale obwarowany Stargard posiadał także czujne straże, które w porę zamknęły bramy do miasta. Atak na wysokie mury obronne nie powiódł się, zamiast tego szczecinianie spalili przedmieścia oraz skradli bydło, znajdujące się na pastwiskach. Wbrew oczekiwaniom Eryka, koalicja Ottona i Warcisława przeciwko Stargardowi i Słupskowi nie rozpadła się, a wprost przeciwnie, została wzmocniona przez Strzałów, który latem 1460 roku wysłał na Bałtyk swoich kaprów przeciwko Stargardowi. Następnie poważnych strat doznały Słupsk, Darłowo i Trzebiatów. Ratunku dla zrujnowanej sytuacji gospodarczej Stargardu szukano także na dworze polskim. Kupcy liczyli na szeroką współpracę handlową. Mimo przychylnego przyjęcia Stargardu w Polsce, nie zdołało to zmienić trudnej sytuacji miasta.

### Zakończenie sporu

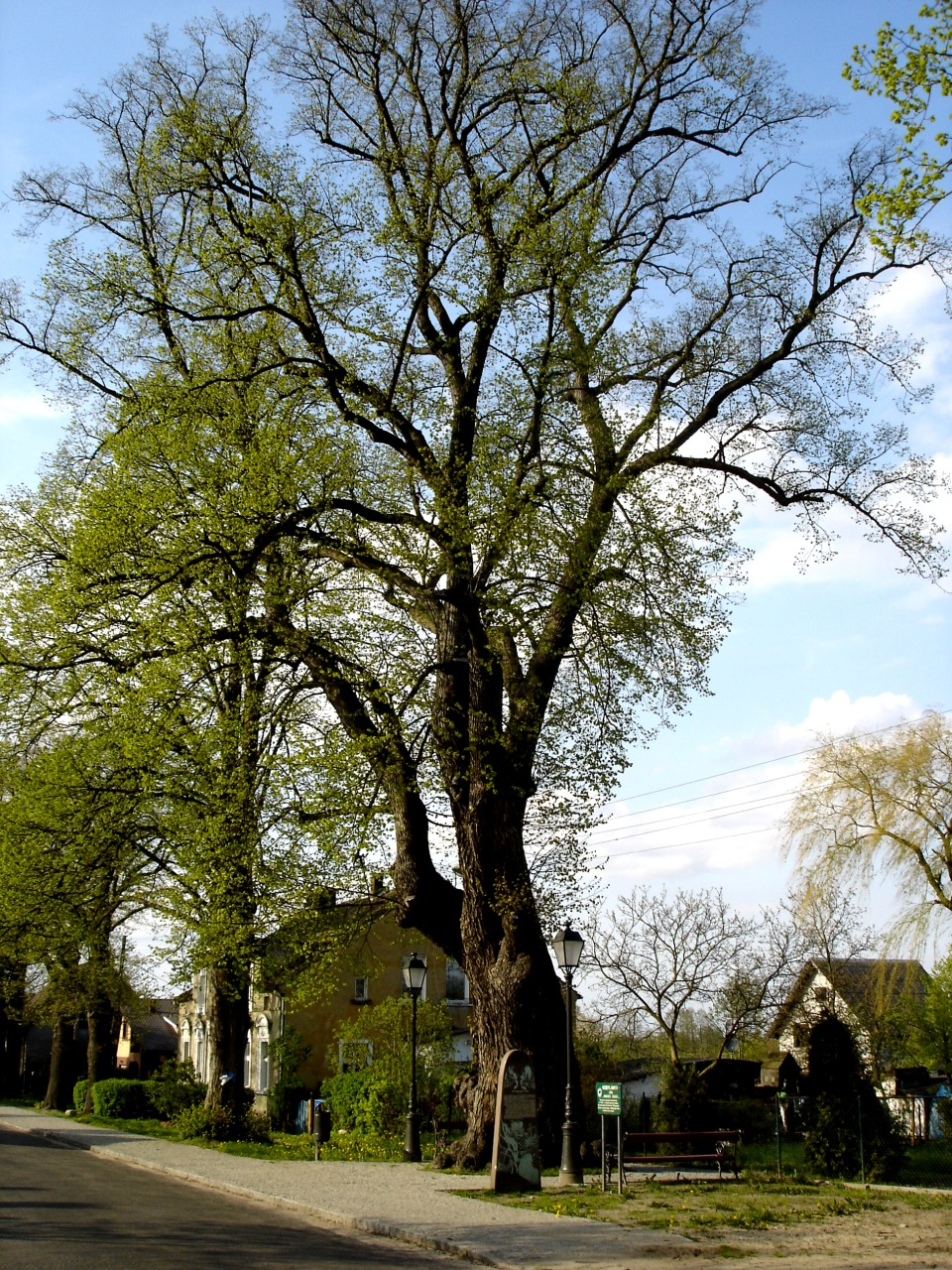
Lipa „Wieniec Zgody” w Kobylance

W 1461 roku w wyniku wyczerpania obu stron zapanowało chwilowe uspokojenie konfliktu. Stargard i Słupsk oraz Szczecin i Strzałów szukały możliwości pokojowego zakończenia sporu. W kwietniu Rada Miejska Gryfii próbowała pogodzić strony na drodze mediacji, jednak bez większego skutku. Następnie 17 maja 1461 roku na zjeździe połączonych stanów księstw szczecińskiego, wołogoskiego i słupskiego w Kołbaczu ponownie próbowano doprowadzić do podpisania układu pokojowego – także bez rezultatu. Pod koniec 1461 roku Szczecin i Stargard prawdopodobnie podpisali zawieszenie broni, gdyż brak jest informacji o wrogich działaniach któregokolwiek z miast. Stargardowi szczególnie zależało na zakończeniu walk, ponieważ w 1462 roku stracił największego sojusznika – Eryka II. W lipcu 1462 roku książę szczeciński, wołogoski oraz król Danii w połączonych siłach wyparli księcia ze Słupska. Eryk został zepchnięty na północny wschód, gdzie kontrolował okolice Łeby. W związku z tym został zmuszony do zawarcia pokoju oraz potwierdzenia przywilejów Szczecina, co spowodowało także częściowe ustępstwa Stargardu.

## Pokój
Do ostatecznego zakończenia sporu doprowadziła mediacja miast hanzeatyckich, w wyniku której wiosną 1464 roku w Anklam zebrał się sąd rozjemczy. W wyniku półrocznych negocjacji w listopadzie 1464 roku Stargard oraz Szczecin i Strzałów podpisały pokój.

### Wieniec Zgody
W 1460 roku w połowie drogi pomiędzy Stargardem i Szczecinem – w Kobylance – burmistrzowie obu miast zasadzili lipę „Wieniec Zgody” jako gest, który miał położyć kres walkom o prymat w handlu morskim. Lipa rośnie do dziś i jest obecnie pomnikiem przyrody. Od tego czasu co sto lat włodarze obu miast sadzą tam kolejne drzewko. Od tego czasu zasadzono sześć lip, do dziś przetrwało pięć, gdyż drzewo zasadzone w 1960 roku uschło.

## Port w Inoujściu

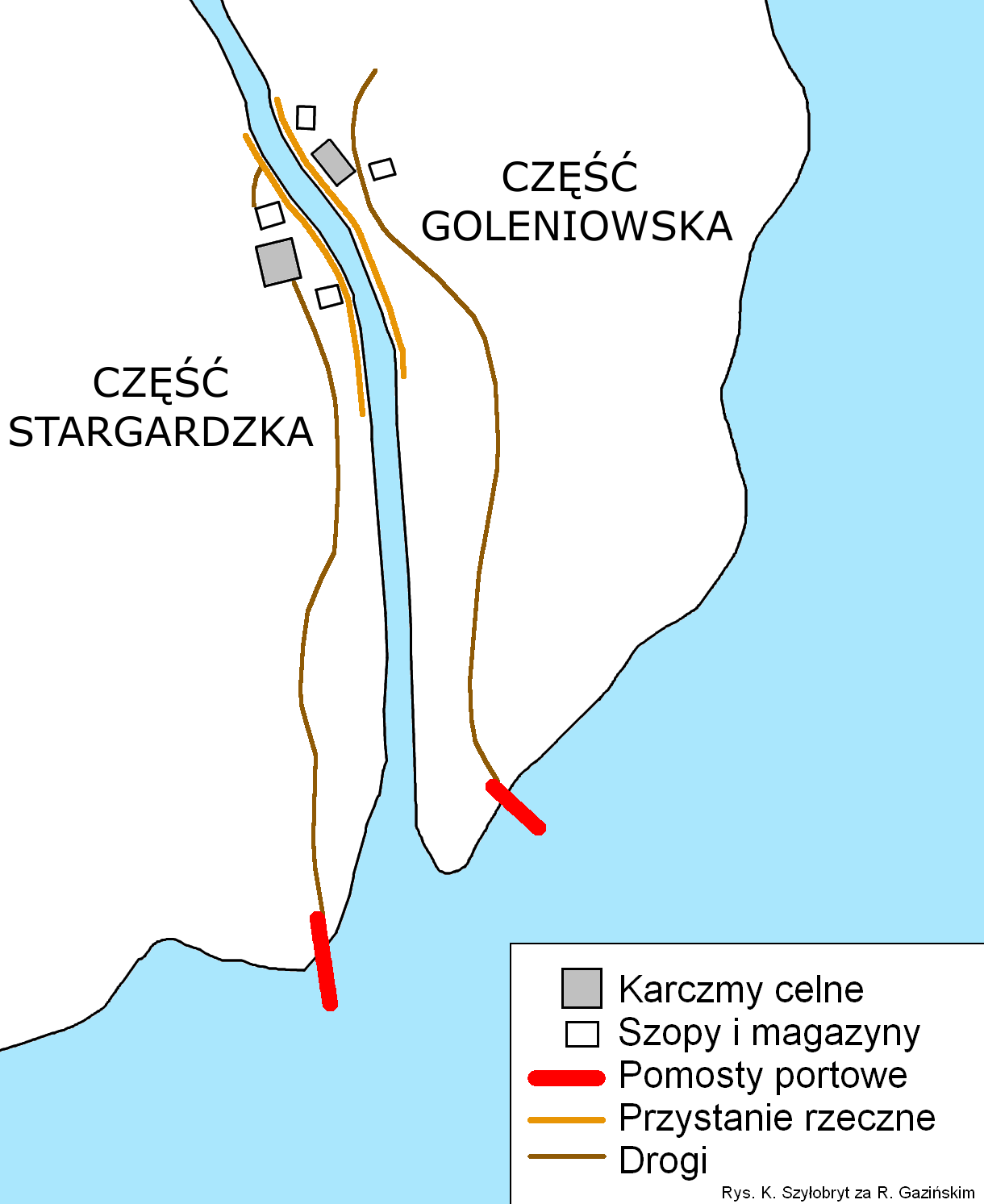
Schemat portu w Inoujściu

### Determinanty powstania
Zmiany w handlu i żegludze z przełomu XII i XIII wieku związane z rozpowszechnieniem się stosowania nowego typu łodzi – kogi. Łodzie te miały większą ładowność, zanurzenie lecz mogły zawijać tylko do głębszych portów. W związku z tym podupadał prasłowiański port w Stargardzie, ponieważ Ina okazała się zbyt płytka dla tych jednostek. Ponadto w przyczynach założenia portu odnaleźć można także silne czynniki wewnętrzne m.in. rozwój kolonizacji, zakładanie nowych jednostek osadniczych, wycinka lasów.

### Data powstania portu
Trudności w jednoznacznym określeniu lokacji Stargardu, rzutują na datowanie portu w Inoujściu, ponieważ jednym z przywilejów nadanych w tym czasie, była wolna żegluga po Inie, której skutkiem było założenie portu. Tak więc należy domniemywać, że port powstał nie wcześniej, jak w 1243 roku (tj. wcześniejsza możliwa data lokacji Stargardu). Istnieją także dokumenty z 1220 roku, twierdzące, że port już wtedy istniał i należał do cystersów z Kołbacza, jednak uważane są za falsyfikaty.

### Położenie i budowa portu
W 1268 roku Barnim I nadał Goleniowowi prawa miejskie. Wraz z nimi miasto otrzymało 120 łanów ziemi uprawnej, 30 łanów pastwisk oraz rzekę Inę 1 milę w górę od Goleniowa oraz w dół aż do ujścia. Port goleniowski prawdopodobnie został założony u południowej odnogi rzeki, na przeciwległym brzegu od portu stargardzkiego. Stargard, w przeciwieństwie do Goleniowa, wraz z lokacją nie otrzymał oficjalnych praw do własnego portu. A fakt ten zmienił dopiero przywilej z 1289 roku, nadający miastu ziemie u ujścia Iny oraz prawo do budowy karczmy celnej. Teren portu po zachodniej stronie należał do Stargardu, po wschodniej do Goleniowa. W tym czasie port był już ostatecznie uformowany. Znajdowały się tam (oprócz karczm celnych) składy, szopy, pomosty i przystanie.